# Felipe Campanholi Martins
Felipe Campanholi Martins (Engenheiro Beltrão, 30 settembre 1990) è un calciatore brasiliano, centrocampista del FC Cascavel.
Possiede il passaporto italiano.

## Carriera
Dopo essere cresciuto nelle giovanili di PSTC-Londrina, Atlético Catarinense e Campo Grande, approda in Italia per giocare con il Padova. Tuttavia, a causa di un leggero difetto cardiaco, è stato svincolato. Nonostante il forte interesse del Bournemouth ad averlo in squadra, dopo il provino fatto per lo stesso club, sceglie di aggregarsi al Winterthur nel gennaio del 2009.
A fine stagione firma un contratto con il Lugano dove rimane per due anni, collezionando 50 partite e 7 gol segnati. Nel 2011 viene ceduto in prestito al Wohlen. Dal 2012 è giocatore del Montréal Impact. Nel 2015 viene ceduto ai New York Red Bulls. Il 2 marzo 2018 passa ai Vancouver Whitecaps. Il 5 marzo esordisce con la nuova squadra entrando nell'ultimo quarto d'ora del match di MLS vinto nel derby con il Montréal Impact. Ad agosto 2019 passa ai D.C. United.

## Palmarès

### Competizioni nazionali
- Canadian Championship: 2

Montréal Impact: 2013, 2014
- MLS Supporters' Shield: 1

New York Red Bulls: 2015